# Amazonasi törpeguvat
Az amazonasi törpeguvat  (Laterallus exilis) a madarak osztályának darualakúak (Gruiformes) rendjébe és a guvatfélék (Rallidae) családjába tartozó faj.

## Rendszerezése
A fajt Coenraad Jacob Temminck holland arisztokrata és zoológus írta le 1831-ban, a Rallus nembe Rallus exilis néven.

## Előfordulása
Costa Rica, Guatemala, Honduras, Nicaragua, Panama, Argentína, Belize, Bolívia, Brazília, Ecuador, Francia Guyana, Guyana, Kolumbia, Paraguay, Peru, Suriname, Trinidad és Tobago, valamint  Venezuela területén honos.
Természetes élőhelyei a édesvizű mocsarak és tavak, valamint legelők. Állandó, nem vonuló faj.

## Megjelenése
Testhossza 16 centiméter.

## Természetvédelmi helyzete
Az elterjedési területe rendkívül nagy, egyedszáma viszont ismeretlen. A Természetvédelmi Világszövetség Vörös listáján nem fenyegetett fajként szerepel.